# Nunulau
Nunulau ist ein osttimoresischer Ort im Suco Guenu Lai (Verwaltungsamt Cailaco, Gemeinde Bobonaro). Er liegt im Nordwesten der Aldeia Melemaga, auf einem Höhenkamm des Foho Nunulau bis zu seinem Gipfel (672 m). Bis 2015 gehörte das Gebiet zum Suco Dau Udo.